# Bas Paauwe
Bastiaan ("Bas") Jacob Paauwe (Roterdã, 4 de outubro de 1911 - 27 de fevereiro de 1989) foi um futebolista e treinador neerlandês.

## Carreira
Bas Paauwe fez parte do elenco da Seleção Neerlandesa de Futebol que disputou a Copa do Mundo de 1934, e de 1938.

## Ligações Externas
- Perfil em NFT.com (em inglês)